# 1979 год в компьютерных играх

## Выпуски игр
- Ричард Гэрриот создаёт Akalabeth — ролевую игру для Apple II, ставшую первой в серии Ultima.
- Cinematronics выпускает игру Warrior — один из первых файтингов.
- Atari выпускает игру Adventure для Atari 2600.
- subLOGIC выпускает игру Flight Simulator.
- Ричард Бартл и Рой Трабшоу выпускают то, что стало известно как первый Multi-User Dungeon.

## Игровые автоматы
- Namco выпускает игровые автоматы Bomb Bee и Cutie Q.
- Atari начинает выпуск игровых автоматов Lunar Lander и Asteroids.

## Технологии
- В целях тестирования рынка, Mattel делает пробные продажи Intellivision во Фресно (Калифорния).
- Milton Bradley Company выпускает портативное игровое устройство Microvision.
- Milton Bradley также выпустила в продажу программируемую электронную игрушку Bigtrak; в СССР выпускался её клон под названием «Электроника ИМ-11».
- Atari создаёт портативное устройство Cosmos (так и не было выпущено).
- Февраль — NEC выпускает PC-8001, один из первых японских домашних компьютеров.
- Май — Tandy анонсирует TRS-80 Model II.
- Июнь — Texas Instruments выпускает домашний компьютер TI-99/4.

## Индустрия
- Новые компании: Activision, Infocom, Strategic Simulations, Edu-Ware Services.